# Маркиза Бригитта Спинола Дориа (картина)
Маркиза Бригитта Спинола Дориа — портрет кисти фламандского художника Питера Пауля Рубенса. Размер портрета 152 x 99 см, холст, масло. Это один из парадных аристократических портретов, написанный в Генуе в 1606 году. Картина оказала большое влияние на Ван Дейка в период работы художника в этом городе. На холсте изображена дочь полководца Джованни Андреа Дориа — Бригитта Спинола.
В этом же году Рубенс создал ещё одну известную в наши дни работу — «Портрет Марии Серра Паллависи». В обоих полотнах прослеживаются хорошо построенные композиции. Как и в остальных репрезентативных портретах Рубенса, на картинах присутствуют 3 отличительные черты:
- ярко выраженная материальная среда,
- необыкновенное чувство материи (этот стиль происходит от традиций нидерландской живописи XVI века),
- масштабные постановки в полный рост в интерьере.

В обоих портретах Рубенса подчёркивается репрезентативный характер, но это направление, начав своё развитие с первых произведений Тициана, стало уже классическим в ту эпоху. Рубенс же соединяет в своих портретах интерьер, пышный костюм и архитектурный фон — и, таким образом, не копирует стиль, а дополняет и импровизирует в нём. Во всех репрезентативных портретах мастера присутствует подчёркнутая роскошь.

## История рода Дориа
Дориа (Doria, первоначально d’Oria, то есть дети Ории, жены Ардуина Нарбонского в первой половине XII века) — генуэзский дворянский род. Пользуясь покровительством Гогенштауфенов, Дориа вместе со Спинола одержали верх над Фиески и Гримальди и почти неограниченно властвовали в Генуе в XIII и начале XIV веков. Последовавшая затем борьба между семействами Дориа и Спинола лишила клан Дориа первенствующей роли в государстве. Тем не менее Дориа постоянно стояли во главе генуэзских морских сил, дав из своей среды морских героев XIV, XV и XVI столетий. В XVI веке при Андреа Дориа могущество и слава рода Дориа достигли своего апогея. Громадные владения Андреа достались его внучатному племяннику Джованни Андреа, от которого и ведут своё происхождение ныне существующие линии рода Дориа.
Джованни Андреа Дориа (умер в 1606 году), отец Бригитты Спинола Дориа, получил в 1556 году верховное командование над находившимся на службе Филиппа II генуэзским флотом и разбил корсара Драгута. В 1560 Дориа вел осаду Триполи; в 1564 году одержал большую победу при Корсике; в 1570 начальствовал над испанским флотом, отправленным на помощь венецианцам против турок, и своим промедлением стал причиной потери острова Кипр. Амброзио Спинола (Spinola, 1571—1630) — муж Бригитты Спинола Дориа, испанский генерал. В 1602—1604 годах Спинола во главе им самим навербованного отряда в 9000 человек поддерживал эрцгерцога Альбрехта австрийского при осаде Остенде. Назначенный в 1605 году главнокомандующим испанских войск, Спинола успешно боролся с Морицем Оранским. В 1620 году призванный на помощь к императору Фердинанду II против протестантских князей в Германии Спинола занял несколько городов в Пфальце.